# Svenska Sällskapet för Nykterhet och Folkbildning
Svenska Sällskapet för Nykterhet och Folkbildning, fram till 1902 Svenska nykterhetssällskapet, fram till 2021 Svenska Sällskapet för Nykterhet och Folkuppfostran är en organisation som arbetar för nykterhet och etisk fostran utifrån en kristen livsåskådning. Under 1840- och 1850-talen var organisationen medelpunkt för nykterhetsrörelsen i Sverige och samlade då uppemot 100 000 medlemmar.

## Grundande
Sällskapet grundades den 11 april 1837 av Bengt Franc-Sparre, August von Hartmansdorff, Jöns Jacob Berzelius, Anders Retzius, Samuel Owen, George Scott med flera. Organisationens ändamål var "att genom tryckta skrifter och på andra tjänliga sätt framställa skadligheten af brännvinets och öfriga destillerade starka dryckers bruk samt fästa uppmärksamheten på vikten af deras bortläggande".
Som förebild hade man det Brittiska och utländska nykterhetssällskapet (stiftat 1831) samt motsvarande nordamerikanska organisation (från 1826). Idéerna fördes till Sverige först och främst av Robert Baird, en amerikansk presbyteriansk predikant som gjorde ett flertal föreläsningsresor i Europa och spred kunskap om nykterhetsfrågan.
Kung Karl Johan, som var bekymrad över Sveriges höga brännvinskonsumtion, stödde sällskapet genom att den 5 maj samma år, knappt en månad efter grundandet, godkänna stadgarna. Mot bakgrund av konventikelplakatet, som förbjöd enskilda religiösa sammankomster i hemmen, var detta godkännande mycket betydelsefullt. Sällskapet tog vidare genast kontakt med ledande kyrkomän, såsom Per Adolf Sondén, Daniel Ehrenfried Gravallius, Carl Fredrik af Wingård, Carl Adolph Agardh, Frans Michael Franzén, Johan Henrik Thomander och kunde då lätt bemöta beskyllningar om att organisationen skulle ha att göra med metodismen. Stödet från kung och prästerskap bidrog till sällskapets snabba framgång. En månad efter grundandet hade man 56 anslutna lokala nykterhetsföreningar som tillsammans representerade omkring 10 000 medlemmar och i mitten av 1840-talet hade medlemsskaran vuxit till över 100 000 medlemmar ur alla samhällsklasser.

## Verksamhet
Sällskapet gav ut och spred en mängd skrifter, anordnade stora nykterhetsmöten och sände ut framstående resetalare, såsom Peter Wieselgren, Peter Fjellstedt, Lars Paul Esbjörn, Per August Ahlberg och Erik Anders Rosenius med flera. I vågorna efter Februarirevolutionen 1848 förlamades organisationen och gick på sparlåga i flera år. Det alkoholpolitiska arbetet drevs under denna tid av hushållningssällskap, lokala nykterhetsföreningar och inte minst läkaren Magnus Huss. 
Sällskapet menade vid denna tid att upplysning och information var tillräckligt för att minska alkoholkonsumtionen och förespråkade alltså inte minskad tillgänglighet. Trots denna linje bidrog dess opinionsbildande verksamhet i hög grad till 1855 års nykterhetslagar där husbehovsbränningen avskaffades.
Efter Peter Wieselgrens död 1877 ställdes organisationen inför ett vägval. Ordföranden Henning Hamilton menade att man inte hade något annat val än nedläggning, främst av ekonomiska skäl, medan Carl Oscar Berg, Oskar Ekman och Sigfrid Wieselgren, Peter Wieselgrens son, hävdade att man skulle arbeta vidare. Genom att Ekman sköt till pengar tog arbetet ny fart. 1880 utlyste man ett stort nykterhetsmöte i Jönköping för att arbeta mot 1878 års brännvinskommitté, som förordade en långtgående liberalisering av lagstiftningen. Under jönköpingsmötet lyckades man ena de moderata och radikala nykterhetsvännerna till ett gemensamt uttalande och man fick dessutom stöd från landets kommunalnämnder och kyrkoråd, där 99 procent ogillade det nya förslaget. Svaren överlämnades till konung och riksdag, och tack vare det skickliga lobbyarbetet räddades 1855 års nykterhetslagstiftning.

## Verksamheten under 1900-talet
Under 1890-talet vann IOGT mark och blev snabbt den ledande nykterhetsorganisationen i landet. På Sigfrid Wieselgrens initiativ ombildades sällskapet 1902 och fick sitt nuvarande namn. Man begränsade medlemsantalet till 50, men gav möjlighet att knyta till sig korresponderande medlemmar. Bokutgivningen fortsatte (över 2 miljoner exemplar distribuerades under åren) och flera nya verksamhetsgrenar startades. Man startade vandringsbibliotek, fortsatte ordna föreläsningar och arbetade med skolköksverksamhet i glesbygden. Sällskapet hade också en tid som uppgift att yttra sig över ansökningar om statsanslag från andra nykterhetsorganisationer.

## Sällskapet idag
1980 ombildades sällskapet på nytt under folkbildaren Gösta Vestlunds ledning och man tog bort begränsningen om 50 medlemmar. Numera räknar man strax över 100 medlemmar och håller samtalsträffar i aktuella frågor flera gånger per år. Man driver dessutom idécentret Nocturum som arbetar med nya perspektiv på alkoholfrågan.
Generalsekreterare är sedan 2020 Farida al-Abani.